# Rhinocypha latimacula
Rhinocypha latimacula – gatunek ważki z rodziny Chlorocyphidae. Znany tylko z wysp Tawi-Tawi i Bongao w południowo-zachodnich Filipinach; na Bongao prawdopodobnie już wymarł.